# Dallas Cowboys
Dallas Cowboys je profesionalna momčad američkog nogometa iz Irvinga u Texasu. Natječu se u istočnoj diviziji NFC konferencije NFL lige.
Klub je osnovan 1960. godine i osvojio je naslov prvaka pet puta. Također, Cowboysi su najvrijednija NFL momčad (ispred New England Patriotsa i Washington Redskinsa) i peti najvrijedniji sportski klub na svijetu.

## Povijest kluba

### Počeci u 1960-ima
Cowboysi su ušli u NFL ligu 1960. nakon odluke o proširenju lige. U to vrijeme su bili jedini klub iz američkog Juga u NFL-u. Prve sezone nisu imali pravo na izbor igrača sa sveučilišta na draftu, već samo na izbor nezaštićenih igrača drugih momčadi iz lige, tzv. expansion draft. Zbog toga, Cowboysi predvođeni legendarnim trenerom Tomom Landryem svoju prvu sezonu završavaju bez pobjede, sa samo jednim neriješenim rezultatom i čak 11 poraza. 
Prvih nekoliko sezona Cowboysi strpljivo grade momčad, te u 1966. prvi put ulaze u doigravanje. U prvenstvenoj utakmici igranoj na domaćem stadionu Cotton Bowl u Dallasu, Cowboysi bivaju poraženi od Green Bay Packersa predvođenih quarterbackom Bartom Starrom rezultatom 34:27. Već sljedeće godine slijedi uzvrat. Cowboysi dolaze do finala ponovno protiv Packersa, ali ovaj puta utakmica se igra u Green Bayu. Utakmica, kasnije nazvana "Ice Bowl", bila je najhladnija NFL utakmica u povijesti. Packersi ponovno pobjeđuju, rezultatom 34:27. 1968. i 1969. Cowboysi osvajaju diviziju i ulaze u doigravanje, ali oba puta gube u konferencijskoj rundi od Cleveland Brownsa.

### Na vrhu
1970. je bila prva sezona u NFL ligi nakon spajanja NFL i AFL lige. Cowboysi osvajaju svoju (novoosnovanu) diviziju NFC istok i pobjedama u playoffu nad Detroit Lionsima i San Francisco 49ersima ulaze u svoj prvi Super Bowl gdje ih dočekuju Baltimore Coltsi s Johnnyjem Unitasom. U utakmici ispunjenoj greškama na obje strane Coltsi pobjeđuju 16:13.
Iduće sezone trener Landry postavljaja Rogera Staubacha za prvog quarterbacka. Cowboysi drugi put zaredom ulaze u Super Bowl gdje igraju protiv Miami Dolphinsa. U utakmici igranoj u New Orleansu Cowboysi pobjeđuju 24:3, a Roger Staubach je bio proglašen za najkorisnijeg igrača (MVP) utakmice. Dallas tako dolazi do svojeg prvog naslova u povijesti. 
Dobrim igrama nastavljaju i nakon osvojenog naslova. Tri godine kasnije (1975.) su ponovno u Super Bowlu, ovaj put protiv Pittsburgh Steelersa predvođenih trenerom Chuckom Nollom i quarterbackom Terryjem Bradshawom. Susret dvaju najpopularnijih momčadi tih godina završava pobjedom Steelsersa 21:17.
Cowboysi počinju sezonu 1977. s 8 pobjeda zaredom i osvajaju diviziju po deveti puta u zadnjih 12 sezona. Te sezone imaju najbolji napad i obranu u ligi i nakon pobjeda u doigravanju nad Chicago Bearsima i Minnesota Vikingsima ponovno dolaze do Super Bowla i pobjeđuju Denver Broncose 27:10 i osvajaju svoj drugi naslov. I 1978. Cowboysi dolaze do Super Bowla, opet protiv Steelersa. Utakmica se odigrala u Miamiju, a unatoč dva postignuta touchdowna u posljednjoj četvrtini (nakon što su dotad gubili 35:17), Dallas Cowboysi gube utakmicu rezultatom 35:31.
Finale 1978. je bio zadnji Super Bowl Cowboysa sve do 1992. godine. Unatoč tome, oni u idućih sedam sezona šest puta ulaze u doigravanje (tri puta dolaze do konferencijskog finala).
Cowboysi su također od 1966. do 1985. zabilježili 20 pobjedničkih sezona zaredom, što je rekord lige.
 U tih 20 sezona, 18 puta su dolazili do doigravanja i 13 puta osvajali diviziju.

### Najpopularniji klub NFL-a
1989. novi vlasnik momčadi postaje Jerry Jones, poslovni čovjek iz Arkansasa. Prvi njegov korak je bio otpuštanje trenera Toma Landrya (koji je momčad vodio još od njenog osnivanja 1960. godine) što je navuklo bijes i kritike navijača. Zahvaljujući najslabijem učinku iz 1988. Cowboysi imaju prvi pick na draftu 1989. Njime biraju quarterbacka Troya Aikmana. S Aikmanom Cowboysi padaju još niže te sezonu završavaju samo s jednom pobjedom. Sljedeće 1990. u prvoj rundi drafta izabiru running backa Emmitta Smitha i sezonu završavaju sa sedam pobjeda. Već iduću godinu ulaze u doigravanje gdje dolaze do divizijske runde u kojoj gube od Detroit Lionsa s čak 38:6.
1992. je izgledalo kao da se Cowboysima konačno sve poklopilo. Imali su vrhunskog quarterbacka (Troya Aikmana), možda najboljeg wide receivera i running backa lige (Michaela Irvina i Emmitta Smitha), najbolju obranu u ligi te su postali i najpopularniji klub u ligi. Sezonu 1993. završavaju s 13 pobjeda i ulaze u doigravanje gdje redom pobjeđuju Philadelphia Eaglese, San Francisco 49erse i u Super Bowlu Buffalo Billse. U toj su utakmici Billsi (kojima je to bio treći finale zaredom) poraženi s 52:17. 
Potpuna dominacija Cowboysa se nastavlja i iduće godine, kada je rekordnih 11 njihovih igrača izabrano za Pro Bowl, a Emmitt Smith je izabran za MVP-a lige. Opet dolaze do Super Bowla gdje ponovno igraju s Billsima i pobjeđuju rezultatom 30:13. 
Cowboysi 1994. osvajaju divziju treći put zaredom i dolaze do konferencijskog finala gdje ih pobjeđuju 49ersi (koje su Cowboysi izbacivali u prethodne dvije sezone također u konferencijskom finalu).
Cornerback Deion Sanders postaje još jedna zvijezda u Dallasu 1995. kada potpisuje za Cowboyse kao slobodni agent. Te sezone Smith po četvrti puta postaje najbolji probijač lige po osvojenim jardama i ruši rekord od 25 ostvarenih polaganja (touchdowna) probijanjem. Cowboysi treći put zaredom imaju 12 pobjeda u sezoni i ulaze u doigravanje gdje pobjeđuju Philadelphia Eaglese i Green Bay Packerse Bretta Favrea i ulaze u treći Super Bowl u posljednje četiri godine. Protivnici su im stari suparnici iz sedamdesetih, Steelersi, i Cowboysi im pobjedom 27:17 vraćaju za poraze iz 1975. i 1978. Time osvajaju svoje peto prvenstvo.

### Od 1996. do danas
Nakon petog osvojenog Super Bowla, uspjesi u Dallasu postaju sve rjeđi zbog raznih problema s disciplinom i ozljedama igrača. Unatoč tome, Cowboysi do 1999. dolaze do playoffa tri puta, jednom do divizijske runde i dvaput do wild-card runde. Od 2000. do 2002 klub sezone završava samo s po pet pobjeda. Navijači Cowboysa su kao glavnog krivca za to držali vlasnika momčadi Jerrrya Jonesa koji se po njima previše uplitao u vođenje momčadi. Jones 2003. zapošljava Billa Parcellsa kao trenera što ima pozitivan efekt na momčad te Cowboysi nakon 3 sezone ulaze u doigravanje gdje u prvoj utakmici gube od Carolina Panthersa. Najbolju sezonu u novom tisućljeću imaju 2007. pod vodstvom trenera Wadea Phillipsa. S 13 pobjeda ulaze u doigravanje gdje u divizijskoj rundi gube od kasnijih prvaka New York Giantsa. 
Do 2013., ulaze u doigravanje još samo jedanput (2009.).

## AT&T Stadium
Cowboysi od sezone 2009. svoje domaće utakmice igraju na AT&T Stadiumu u Arlingtonu u Texasu. Stadion ima 80.000 sjedećih mjesta (maksimalni kapacitet je 105.000 mjesta, kad se uključe i stajaća mjesta). Stadion također ima dva video ekrana, svaki površine 836 kvadratnih metara (trenutno četvrti najveći na svijetu). Izgradnja stadiona stajala je preko milijardu dolara.

## Učinak po sezonama od 2008.
| Sezona | Liga | Konferencija | Divizija | Regularni dio sezone | Regularni dio sezone | Regularni dio sezone | Regularni dio sezone | Uspjeh u doigravanju         |
| Sezona | Liga | Konferencija | Divizija | Poz.                 | Pob.                 | Por.                 | Ner.                 | Uspjeh u doigravanju         |
| ------ | ---- | ------------ | -------- | -------------------- | -------------------- | -------------------- | -------------------- | ---------------------------- |
| 2008.  | NFL  | NFC          | Istok    | 3.                   | 9                    | 7                    | 0                    |                              |
| 2009.  | NFL  | NFC          | Istok    | 1.                   | 11                   | 5                    | 0                    | poraženi u divizijskoj rundi |
| 2010.  | NFL  | NFC          | Istok    | 3.                   | 6                    | 10                   | 0                    |                              |
| 2011.  | NFL  | NFC          | Istok    | 3.                   | 8                    | 8                    | 0                    |                              |
| 2012.  | NFL  | NFC          | Istok    | 3.                   | 8                    | 8                    | 0                    |                              |
| 2013.  | NFL  | NFC          | Istok    | 2.                   | 8                    | 8                    | 0                    | poraženi u divizijskoj rundi |
| 2014.  | NFL  | NFC          | Istok    | 1.                   | 12                   | 4                    | 0                    | poraženi u divizijskoj rundi |
| 2015.  | NFL  | NFC          | Istok    | 4.                   | 4                    | 12                   | 0                    |                              |
| 2016.  | NFL  | NFC          | Istok    | 1.                   | 13                   | 3                    | 0                    | poraženi u divizijskoj rundi |
| 2017.  | NFL  | NFC          | Istok    | 2.                   | 9                    | 7                    | 0                    |                              |
| 2018.  | NFL  | NFC          | Istok    | 1.                   | 10                   | 6                    | 0                    | poraženi u divizijskoj rundi |